# Silnice II/449
Silnice II/449 je silnice II. třídy, která vede z Rýmařova do Prostějova. Je dlouhá 56,4 km. Prochází dvěma kraji a třemi okresy.

## Vedení silnice

### Moravskoslezský kraj, okres Bruntál
- Ondřejov (křiž. II/445)

### Olomoucký kraj, okres Olomouc
- Dlouhá Loučka (křiž. III/4451, III/4492)
- Horní Sukolom (křiž. III/4493)
- Dolní Sukolom (křiž. III/44416)
- Uničov (křiž. II/446, peáž s II/446, II/444)
- Střelice (křiž. III/4494, III/44621)
- Červenka (křiž. III/4496, III/4497)
- Litovel (křiž. II/447, II/635, III/4498, peáž s II/635)
- Rozvadovice (křiž. III/03545, peáž s II/635)
- Unčovice (křiž. D35, II/635, III/03546, peáž s II/635)
- Dubčany (křiž. III/44912)
- Senice na Hané (křiž. III/37313, III/44916, III/44815)
- Náměšť na Hané (křiž. III/44919, III/44922)
- Loučany (křiž. III/37340, III/44921)
- Drahanovice (křiž. II/448)
- Slatinice (křiž. II/570, III/44923)
- Lípy (křiž. III/44924, III/44925)

### Olomoucký kraj, okres Prostějov
- Kaple (křiž. III/44926)
- Čelechovice na Hané (křiž. III/44928, III/44929)
- Smržice (křiž. III/44930, III/4353, III/36636, III/37760)
- Prostějov (křiž. II/366)